# Sinbad Sjöfararen

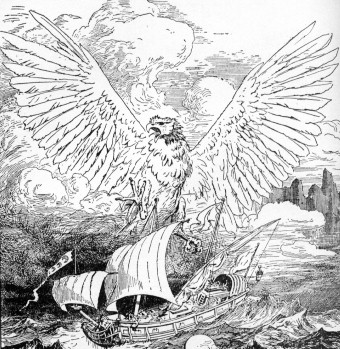
Fågel Rock förstör Sinbad Sjöfararens skepp.

Sinbad Sjöfararen (även stavat Sindbad) är en fiktiv person som förekommer i några sagor i Tusen och en natt. Enligt den fiktiva historieskrivningen är Sinbad från Bagdad (i nuvarande Irak).
Den första sagan om honom berättar om hur han träffar en man som undrar varför Sinbad är så förmögen. Han berättar då om alla ansträngande och hemska äventyr han gått igenom för att få sin förmögenhet. 

## Filmatiseringar
Sagorna om Sinbad är flitigt filmatiserade. Nedan några av de mer kända filmerna:
- Tusen och en natt (1942)
- Sindbad sjöfararen (1947)
- Sinbads tusen äventyr (1958)
- Sinbads fantastiska resa (1974)
- Sinbad och tigerns öga (1977)
- The Adventures of Sinbad (1996–1998)
- Sinbad: Legenden om de sju haven (2003)
- Sinbad (TV-serie) (2012)